# Valeriana weddelliana
Valeriana weddelliana är en kaprifolväxtart som beskrevs av Georges Rouy. Valeriana weddelliana ingår i släktet vänderötter, och familjen kaprifolväxter. Inga underarter finns listade i Catalogue of Life.